# Kim Sinclair
Pour les articles homonymes, voir Sinclair.
Kim Sinclair, né le 10 juillet 1954 à Auckland (Nouvelle-Zélande), est un directeur artistique et concepteur de production néo-zélandais.
Lors de la 82e cérémonie des Oscars, il a remporté l'Oscar  de la meilleure direction artistique pour le film Avatar. Le prix est partagé avec Rick Carter et Robert Stromberg.

## Filmographie (sélection)
- Seul au monde  (2000)
- Sans frontière  (2003)
- Le Dernier Samouraï  (2003)
- La Légende de Zorro  (2005)
- Black Sheep  (2006)
- Avatar (2009)
- Les Aventures de Tintin : Le Secret de La Licorne  (2011)
- Man of Steel (2013)
- The Dark Horse (2014)
- Slow West (2015)
- M3GAN (2022)